# Mainland (Orkney)

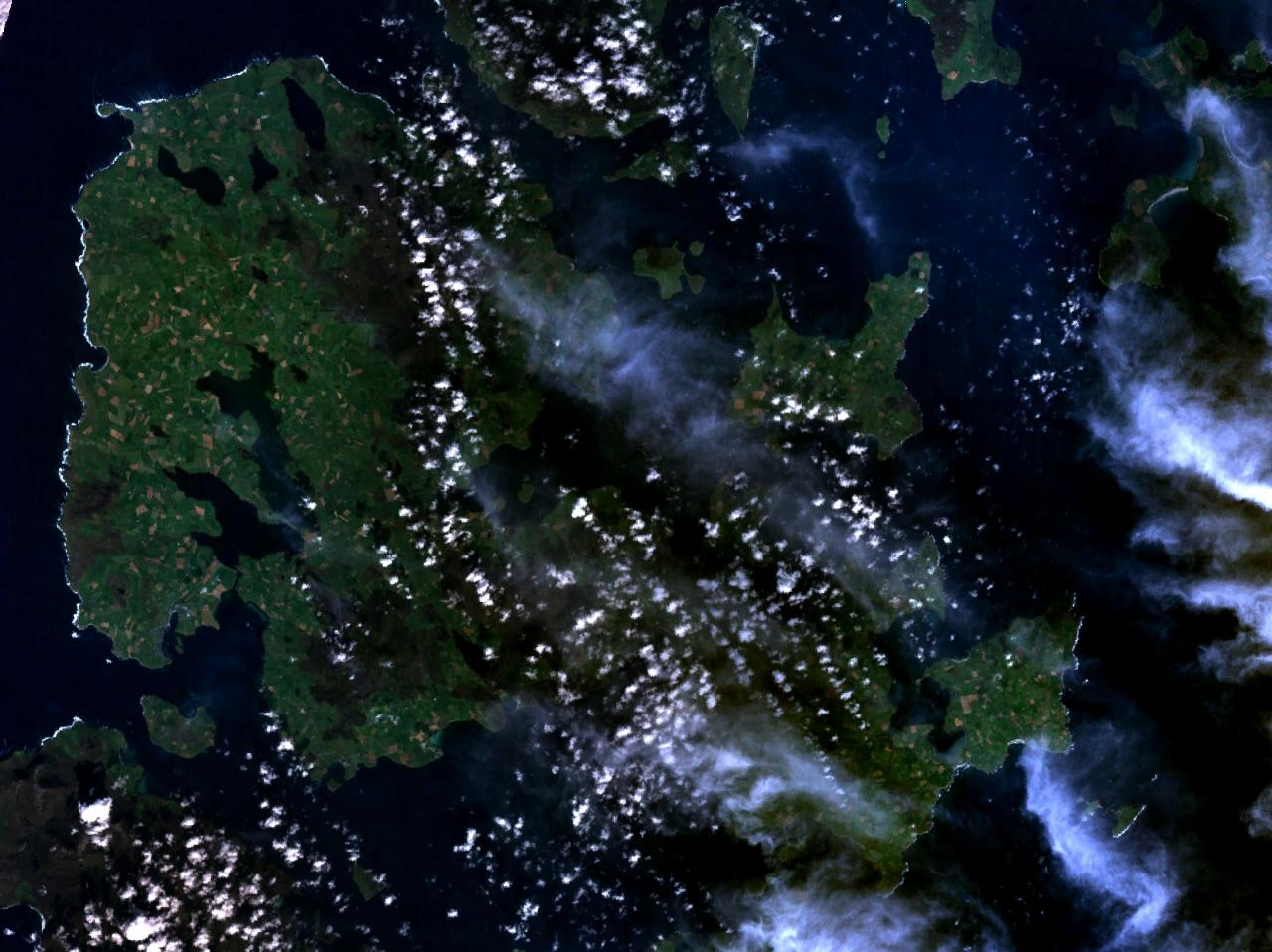
Satellietfoto

Mainland is, zoals de naam al aangeeft, het grootste en belangrijkste eiland van de Orkneyeilanden, gelegen in het noorden van Schotland. De twee grootste steden van de Orkneyeilanden, Kirkwall en Stromness, zijn beide op Mainland gelegen. Kirkwall was de zetel van de bisschop van Orkney, en hier bevindt zich ook de Sint-Magnuskathedraal.
Vele bewoners hebben familie in de Verenigde Staten van Amerika, gezien de archipel net zoals de andere Schotse archipels, reeds lange tijd (vooral eind 19e en begin 20e eeuw ten gevolge van hongersnoden) met grote ontvolkingsbewegingen kampt.
Op het eiland bevinden zich neolithische bouwwerken, zoals de Ring of Brodgar, een stenencirkel met een diameter van 104 meter, de stenen heuvel Maes Howe, die in latere tijd door de Vikingen gevandaliseerd werd en de opgegraven nederzetting Skara Brae.
Ten zuiden van het eiland bevindt zich de natuurlijke baai Scapa Flow, waar de noordelijke Britse vloot gedurende de Tweede Wereldoorlog voor anker lag. Scheepswrakken werden in verschillende ingangen gedumpt om Duitse onderzeeërs tegen te houden. Een U-boot slaagde daar toch in en Churchill besloot toen Italiaanse krijgsgevangenen aan het werk te zetten om de ingangen met rotsblokken te dichten (de zogenaamde Churchillbarrières). De Italian Chapel op Lamb Holm getuigt hier nog van.

## Bezienswaardigheden
- Barnhouse, een neolithische nederzetting
- The Bishop's Palace en The Earl's Palace in de Palace Street, Kirkwall, paleizen uit de 12e en begin 17e eeuw
- Broch of Borwick, een broch half verloren gegaan aan kusterosie
- Broch of Gurness, bij Aikerness, een nederzetting uit de ijzertijd
- Brough of Birsay, Birsay, nederzetting van de Picten en later van de Vikingen
- Click Mill, Dounby, een horizontale watermolen
- Cuween Hill Chambered Cairn, bij Finstown, een neolithisch ganggraf
- Earl's Bu, tussen Kirkwall en Orphir, resten van een 12e-eeuwse residentie van een Noorse earl
- The Earl's Palace (Birsay), laat-16e-eeuws, residentie van Robert Stewart (Orkney)
- Grain Earth House, Kirkwall, een souterrain uit de ijzertijd
- Maes Howe, een groot neolithisch ganggraf
- Mine Howe, een ondergrondse constructie uit de ijzertijd
- Orphir Church, de enige middeleeuwse ronde kerk in Schotland
- Rennibister Earth House, nabij Kirkwall, een souterrain uit de ijzertijd
- Ring of Brodgar, een neolithische steencirkel
- Skaill House, een 17e-eeuws landhuis
- Sint-Magnuskathedraa, Kirkwall, een 12e-eeuwse kathedraal
- St Magnus Church (Birsay)
- Rendall Dovecote, nabij Finstown, een 17e-eeuwse stenen duiventil
- Skara Brae, een neolithische nederzetting
- Stones of Stenness, een neolithische steencirkel
- Tormiston Mill, een typisch Schotse watermolen uit de 19e eeuw
- Unstan Chambered Cairn, een neolithisch ganggraf
- Wideford Hill Chambered Cairn, nabij Kirkwall, een neolithisch ganggraf

## Musea
- Tankerness House Museum, gericht op de geschiedenis van Orkney
- Stromness Museum, een natuurhistorisch en maritiem museum
- Kirbuster Farm Museum, een boerderijmuseum
- Corrigall Farm Museum, een boerderijmuseum
- Orkney Wireless Museum

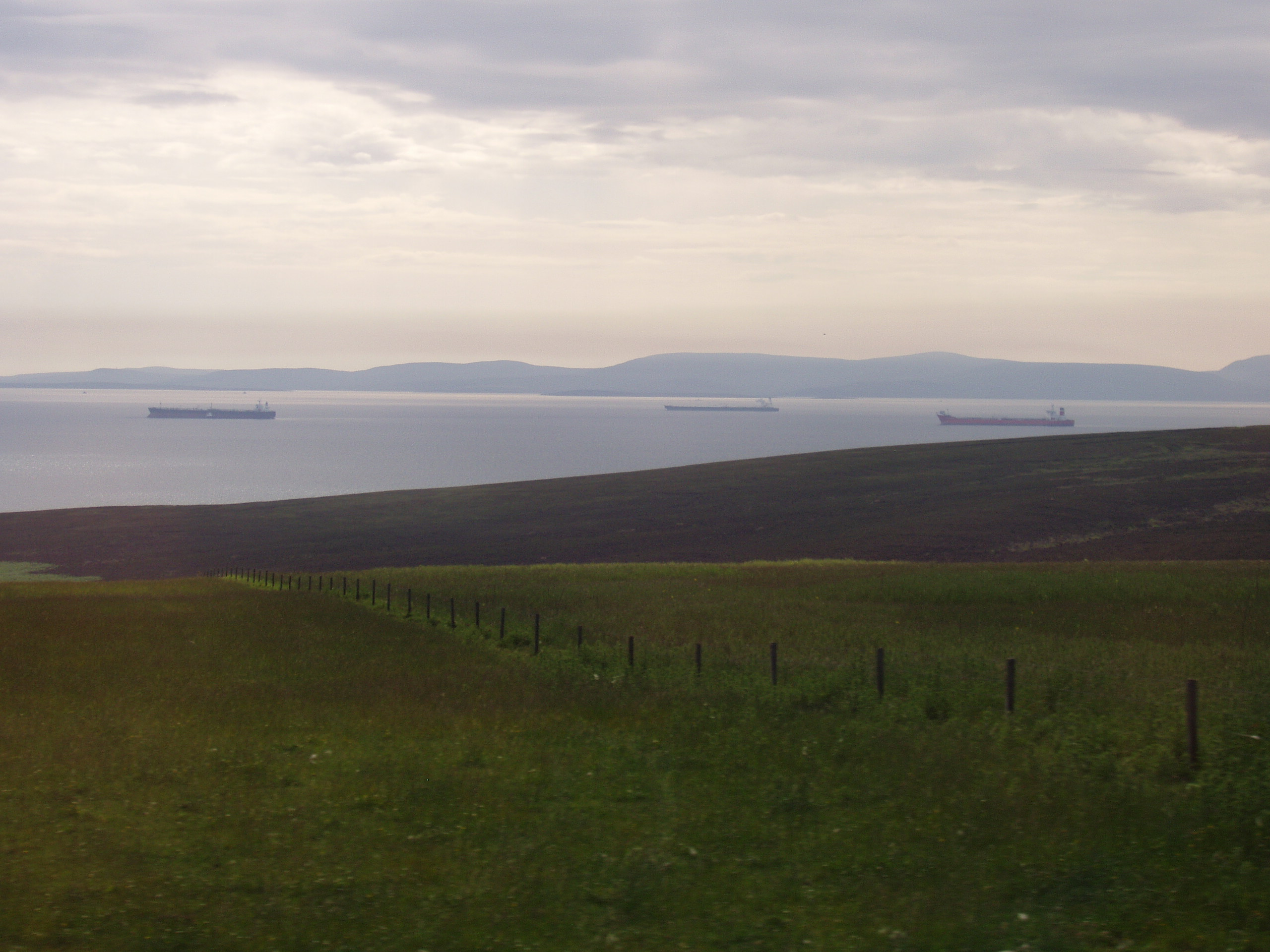
Scapa Flow
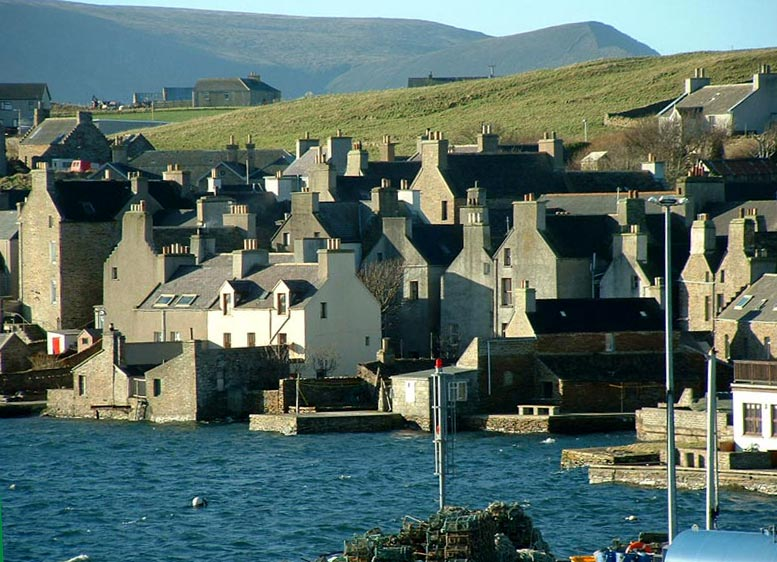
Stromness
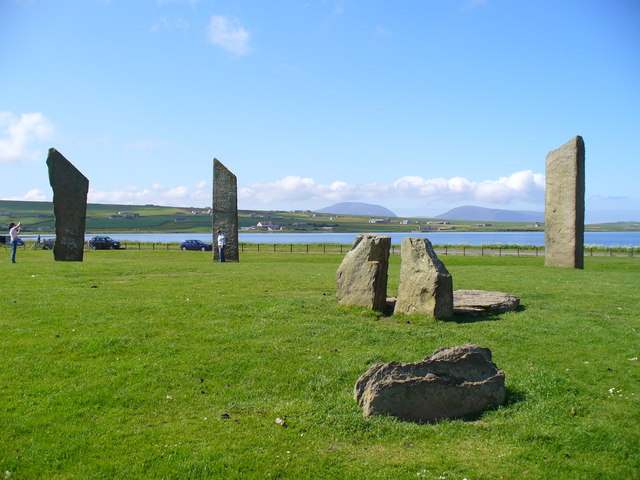
Stones of Stennes